# Дарфур (плато)
Дарфу́р — плато в западной части Судана, между котловинами озера Чад и Белого Нила.
В рельефе господствуют цокольные равнины, сложенные древними кристаллическими породами выступа Африканской платформы (на востоке — перекрытыми молодыми вулканическими покровами). Преобладающие высоты составляют 1000—1500 м. Плато расчленено радиальной сетью сухих русел (уэдов). Широко распространены инзельберги. Центральную часть занимает потухший вулкан Марра (3088 м) — высшая точка плато.
Климат района экваториальный муссонный; сухой сезон продолжается здесь 8—9 мес. Количество осадков составляет 500—600 мм в год. Реки эпизодические. Преобладает растительность типичных и опустыненных саванн.